# مؤتمر إعادة إعمار غزة عام 2014
عقد مؤتمر إعادة إعمار غزة عام 2014، في القاهرة في 12 أكتوبر  2014 في القاهرة بحضور 50 دولة و منظمة دولية، والهدف منه جمع أربعة مليارات دولار لإعادة الاعمار حسب الخطة التي تم وضعها لإعادة الإعمار على ثلاثة مراحل، وذلك بعد الحرب على غزة 2014·
وقد تعهدت الدول بتوفير 212 مليون دولار خلال اليوم الأول للمؤتمر 

## خطة روبرت سيري
اقترح روبرت سيري منسق الأمم المتحدة الخاص بعملية السلام في الشرق الأوسط خطة لاعادة  إعمار عقب حرب 2014 يتم بموجبها  السماح بدخول مواد البناء إلى قطاع غزة والرقابة على استخدام  المواد  التي يتم توزيعها لضمان  تنفيذ عملية إعادة الإعمار، إضافة إلى منع وصولها إلى الفصائل المسلحة أو استخدامها لأغراض عسكرية .
ذكر تقرير للمرصد الأورومتوسطي أن نصف المبلغ المرصود لعملية إعادة الإعمار خُصّص لإعادة  بناء المباني المدمرة أثر الحرب على غزة عام 2014. وقٌدّم  954مليون دولار حتى تاريخ   20/5/2015، ما يعادل 17% فقط من  المبلغ الإجمالي الذي تعهد المانحون بتقديمه في مؤتمر إعادة الإعمار الذي عُقد بعد إنشاء خطة إعادة الإعمار في سبتمبر أيلول سبتمبر / أيلول 2014. وكانت الأمم المتحدة قد أعلنت عن الحاجة  لبناء89.000 وحدة سكنية  و26 مدرسة عدا عن  إصلاحات شاملة في البنى التحتية.